# Přísečná
Přísečná (en allemand : Prisnitz) est une commune du district de Český Krumlov, dans la région de Bohême-du-Sud, en République tchèque. Sa population s'élevait à 193 habitants en 2020.

## Géographie
Přísečná se trouve à 4 km au nord-est du centre de Český Krumlov, à 19 km au sud-ouest de České Budějovice et à 139 km au sud de Prague.
La commune est limitée par Srnín au nord, par Zlatá Koruna au nord-est, par Mojné et Mirkovice à l'est et au sud, et par Český Krumlov à l'ouest.

## Histoire
La première mention écrite du village date de 1400.